# Klein (Montana)
Klein is een plaats (census-designated place) in de Amerikaanse staat Montana, en valt bestuurlijk gezien onder Musselshell County.

## Demografie
Bij de volkstelling in 2000 werd het aantal inwoners vastgesteld op 188.

## Geografie
Volgens het United States Census Bureau beslaat de plaats een oppervlakte van
33,3 km², geheel bestaande uit land.